# 筑紫野バスストップ

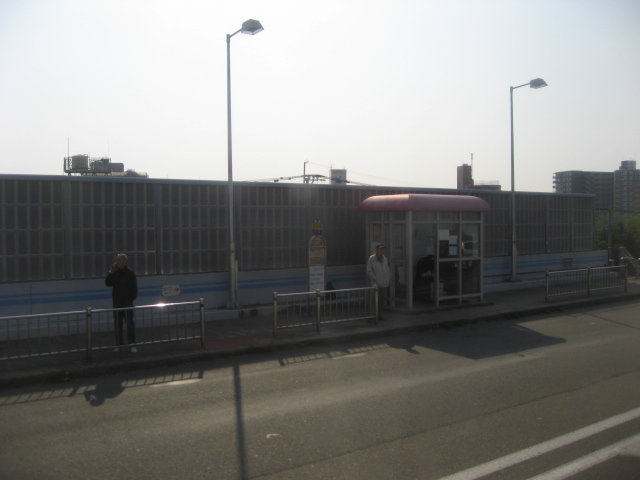
筑紫野バスストップ下り線

筑紫野バスストップ（ちくしのバスストップ）は、福岡県筑紫野市塔原南二丁目の九州自動車道上にあるバス停留所である。バス事業者の間では、筑紫野（二日市温泉入口）（ちくしのふつかいちおんせんいりぐち）という呼称が使われている。

## 停留所周辺
道路は停留所の北側で県道31号（通称5号線）が九州自動車道の下を通り、東から南側に向かって九州自動車道に並行する。ただし停留所から県道31号に直接下りることはできない。
停留所の県道31号を挟んだ東隣は二日市温泉の温泉街および住宅地となっており、停留所から東に400mほど進んだ場所に二日市温泉の共同浴場「博多湯」「御前湯」がある。西側は住宅地となっている。南西方向には武蔵寺があり、その南側には天拝山がある。
高速道路外の鉄道駅やバス停とは離れた位置にあるが、福岡空港との間を結ぶバスの便数が1時間あたり各5本前後と充実しており、利用者は多い。

## 停車する路線
| 下り線側                                       | 下り線側                                                     | 下り線側                                                           |
| 路線愛称                                       | 運行会社                                                     | 方面                                                               |
| ---------------------------------------------- | ------------------------------------------------------------ | ------------------------------------------------------------------ |
| （愛称名なし）                                 | 西日本鉄道                                                   | 高速基山・久留米（西鉄久留米・JR久留米駅）                         |
| （愛称名なし）                                 | 西日本鉄道                                                   | 高速基山・高速神埼・佐賀（佐賀駅BC・佐賀第二合同庁舎）             |
| させぼ号                                       | 西日本鉄道 西肥自動車                                        | 波佐見有田IC・佐世保（佐世保BC・松浦町）・佐々（佐々BC）           |
| 島原号                                         | 西日本鉄道 島原鉄道                                          | 諫早駅・多比良駅前・島原（島原駅・島原港）                         |
| 九州号 （嬉野IC・嬉野BC経由）                  | 九州急行バス                                                 | 嬉野IC・嬉野温泉（嬉野BC）・長崎（昭和町・長崎駅前）               |
| ひのくに号 （植木IC経由・各停）                | 西日本鉄道 九州産交バス                                      | 高速基山・八女IC・西合志・武蔵ヶ丘・熊本（熊本県庁前・桜町BT）     |
| ゆふいん号                                     | 西日本鉄道 日田バス 亀の井バス                               | 天瀬高塚・玖珠IC・九重IC・由布院                                   |
| ひた号                                         | 西日本鉄道 日田バス                                          | 高速基山・高速甘木・杷木・日田（城内豆田入口・日田BT・日田営業所） |
| 桜島号 （各停）                                | 西日本鉄道 南国交通 鹿児島交通 鹿児島交通観光バス JR九州バス | 鹿児島空港南・鹿児島（鹿児島中央駅・天文館・高速船ターミナル）     |
| 上り線側                                       |                                                              |                                                                    |
| 路線愛称                                       | 運行会社                                                     | 方面                                                               |
| ひのくに号（植木IC経由） 島原号                | 西日本鉄道 九州産交バス 島原鉄道                             | 福岡（天神高速BT・博多BT）                                         |
| ひた号                                         | 西日本鉄道 日田バス                                          | 福岡空港（国内線）・福岡（東光二丁目・天神高速BT・博多BT）         |
| ひのくに号（各停）                             | 西日本鉄道 九州産交バス                                      | 福岡空港（国内線・国際線）                                         |
| させぼ号、九州号、ゆふいん号、桜島号は降車のみ |                                                              |                                                                    |

## 乗り換え
- JR鹿児島本線 二日市駅まで約1.3km（徒歩20分）
- 西鉄バス二日市上西山線・筑紫野市コミュニティバス「つくし号」 二日市温泉バス停まで約500m（徒歩8分）

## 位置情報
- 北緯33度29分17秒 東経130度30分51秒 / 北緯33.48806度 東経130.51417度
- 二日市［北西］ - 地理院地図
- 筑紫野市湯町 大観荘 - Google マップ